# Kiss MUSIC PRESENTER
『Kiss Music Presenter』（キッス・ミュージック・プレゼンター）と『Kiss Music Presenter FRIDAY』（キッス・ミュージック・プレゼンター・フライデー）はKiss FM KOBEの自社制作番組で平日夕方に放送されているリクエスト番組。

## 概要
Kiss FM KOBEのJAPAN FM NETWORK(JFN)への加盟に伴い、独立局時代に放送されていた『MEGA HITS CONNECTION』に代わる平日夕方のリクエスト番組として2003年4月1日より放送開始。開始当初は月曜から金曜の放送で、2004年2月まではダイエー甲子園店から公開生放送された生活情報番組「DAIEI STYLISH BREEZE」のPart1と、本社スタジオから放送されたリクエスト番組「REQUEST & ARTIST CONNECTION」（月～木）、神戸ハーバーランドにあったサテライトスタジオ「マリスタ」（現在は閉鎖）から公開生放送されたオリジナルチャート番組「COUNTDOWN KOBE」（金）によるPart2との2部制だったが、「DAIEI STYLISH BREEZE」の終了に伴い、3月からは放送開始を1時間繰り上げ、さらに4月以降は月曜から木曜の放送になった（金曜は『COUNTDOWN KOBE』のタイトルで番組を独立）。
番組は本社スタジオからの生放送であるが、2007年7月23日から2009年7月30日まではアメリカ村にあるサテライトスタジオ「Kiss-FM Studio@アメリカ村 MichelCube（マイケルキューブ、現在は閉鎖）」から公開生放送されていた。なおMichelCubeからの放送時はリクエストを受け付けず、メッセージのみを募集していたが、再び本社スタジオからの放送に戻ってからは、リクエストの受付も再開している。
2020年10月より、「STU48の瀬戸胸」（月～木　18：50 - 19：00）の放送が始まる為、月～木の放送が10分短縮放送になる。また金曜日当該枠で放送されていた「KOBE HITS 30」の要素を融合した「Kiss Music Presenter スパシャン FRIDAY」で金曜日の放送が復活した。

## 主なコーナー

### 現在のコーナー

#### 平日
- たかおと岬のDriving Assistance（月 16:29）【G-7グループ】

「86/BRZレースクラブマンシリーズ」に参戦しながら、オートバックスで車のメカニックとしても働く大西隆生さんとカーレースの魅力や車のメンテナンス情報をお届けするコーナー。
- 兵庫県自動車整備振興会 presents GO!GO!てんけんくん！！ （第2、4水 16:29）
- ほぼ5時SONG（17:00）
- 兵庫県歯科医師会 presents 生きることは食べること（第3木 17:21）
- ハチ・ハチ北 Let's Snow Ride（水 17:25）※冬季限定コーナー
- 岬の月曜からおつかれさま♡のコーナー（月 17:50）【さかい皮フ科クリニック】
- 岬の気合のコーナー（火 17:50）【北須磨ドライビングスクール】
- おいでやすのコーナー（水 17:50）
- こんにちばんは、やーまちゃ～ん（木 17:50）【前原製粉】

- 岬のおめでとうのコーナー（月・火 18:35、2010年10月 - ）

リスナーから寄せられたその日に起こったおめでたいことのメッセージを紹介しながら、藤原岬がお祝いするコーナー。なおメッセージは、おめでたいことなら小さなことから大きなことまで、その種を問わない。日によっては、事前に公開イベントで収録したものを放送することがある。
経営破綻に伴う再出発に際して開始された当初は一日10通ほどの投稿だったが、多い日には一日150通近く投稿される人気コーナーとなり、2011年3月から2013年3月までは5時台と6時台の二部制となっていた。2011年6月には読み上げた数が5000回に達した。
- Fight!一曲 Returns → 悟（さとる）の「喝！」のコーナー（水・木 18:35、2010年10月 - ）【水：本家かつめし亭・木：つぼさか商店】

元気がほしいリスナーから寄せられたメッセージを紹介しながら、ターザン山下が一喝していくコーナー。またおめでとうのコーナー同様に、事前に公開イベントで収録したものを放送することがある。

#### FRIDAY
- 僕ちゃん通信（16:41）
- イメージdeリクエスト（18:26）【大阪チタニウムテクノロジーズ】

### 過去のコーナー
- MOBILE GAME SCRAMBLE
- MUSIC NAVIGATION
- SOUND MASTERS
- KOBE CHART VARIETY
- MUSIC DERI
- はい、こちらターザン堂です
- Fight!一曲

元気がほしいリスナーから寄せられたメッセージを紹介しながら、ターザンが活を入れていき、元気の出る一曲をオンエアするコーナー。
- 今日のジャケ写

アルバムのジャケットを中野・micがそれぞれの絵心で描き、そのアルバムの楽曲をオンエアするコーナー。描いたジャケ写は番組公式ブログで公開された。
- 食べるプレゼンター
- 今日のAfter5
- ミサコレ
- FUTURE SPIRITS
- NEXT STAGE
- KOBE SWING OF LIGHTS

8月3日 - 8月23日に開催された「KOBE SWING OF LIGHTS」に関する情報をスウィング・ジャズにのせて送った。このコーナーは『アメリカ村@DEEP』でも放送されていた。
- リアルビューティータイム（月）

株式会社メイフェア代表・金谷令子が美容の悩みに答えていくコーナー。2009年7月までは『たそがれのA.O.R.』でこのコーナーが放送されていた。
- Flight to Bali ～Napi orti Resort～（水、2009年7月 - 2009年12月）

バリ島の魅力を紹介するコーナー。
- KOBE SWEET LOVE SCENE（月、2010年7月 - 2010年9月）

神戸のおすすめデートスポットを紹介。
- RIBEKAの今宵の一杯（水、2010年4月 - 2010年9月）

毎回一つのお酒を紹介するコーナー。
- Kiss Driving Report（2008年4月 - 2010年9月）

Kiss-FMのラジオカーがKissエリアのさまざまなスポットに出かけ、そこから担当リポーターが生リポートするコーナー。
- はい、こちらターメン山下です。【北海ラーメン】
- は〜い!こちらターメンですっ!!リターンズ!!（木 17:00）

北海ラーメンとのコラボ。2011年の「は〜い!こちらターメンですっ!!」の再企画。さんちか8番街にある「麺ロード」に「ターメン堂」が出店している。
- とよおか観光Navi（火、2010年10月 -）
- 明日のさとる（火、2010年10月 -）

水・木担当のターザン山下のプライベートな一面をのぞいてみようというコーナー。
- 昨日のみさき（水、2010年10月 -）

月・火担当の藤原岬のプライベートな一面をのぞいてみようというコーナー。
- 岬のお弁当スタジアム（第1月 17:25）【本家かまどや】
- 幸せになれるかもしれないコーナー（水 17:00、2012年9月-）※イトメンとのコラボレーション企画
- 生野家の人々（木 17:00）【生野銀山レトロフューチャー】
- ごちそう村劇場（水 17:00）【みんなの和食ダイニング ごちそう村】
- 神戸紅茶 Presents Tea Of Life（第1・3火 16:30）
- 兵庫県からのお知らせ （火・木 17:25）
- レポート from ホテルオークラ神戸（第2・4木 17:20）
- 神戸マツダ presents Be a driver project（火 15:42）
- あいみょんのPM4:30（火 16:30、2017年1月 - 3月）
  - ひょうごe-県民 presents あいみょんのPM4:30～ひみつのレシピ～（火 16:30、2020年10月）[2]
  - ひょうごe-県民 presents あいみょんのPM5:00～夢見たクジラのお腹の中で～（金 17:00、2022年10月7日 - 11月4日）[3]
- モカー(寺田もか)レコーズ（第2・第4金 17:20）
- MIZUNOMI BAR -水飲みBAR - presented by 神戸市水道局（水 17:21、2021年9月 - 11月）
- 神戸百年記念病院 presents Medical Check UP！（木 16:29、2021年12月 - 2022年2月）[4]
- ありがとうをあなたに。supported by 医療法人社団 澪標会（火 16:29、2022年1月 - ）
- ガックンNAVI（第4月 17:21） - 近藤岳登 【兵庫県経営者協会】
- ベルマインツのラジオのしわざ（第1・第3金 17:20）
- （夜と）SAMPOのととのいステーション（第2・第4金 17:20）
- yama Versus the？（金 17:00、2022年11月9日 - 12月2日）
- 上野大樹の“僕と神戸”（金 17:00、2022年12月9日 - 30日）
- なかねかなのまいどおおきに（金 17:00、2023年1月6日 - 27日） - なかねかな、ゆでたまご安井
- 笑う門には小林柊矢（金 17:00、2023年2月）
- オレンジスパイニクラブのパピプペポ（金 17:00、2023年3月）
- スマスイ presents 川田一輝のいきものレッスンれでぃお（金 17:00、2023年5月）
- セクマシのアタック25(周年)（金 17:00、2023年7月7日 - 21日）
- レトロリロンのカウントダウン・ライク（金 17:00、2023年8月4日・11日・18日）
- 合食 presents 食が人をつなぎ 人が食をつなぐ 金曜日（16:21、2023年4月 - 9月）
- chelmicoのしゃべりたいだけなのよ（17:00、2023年10月6日 - 27日）
- 家入レオのBINKANラジオ（17:00、2023年11月10日 - 24日）
- とたの「思ってたんとちゃう！ラジオ」（金 17:00、2023年12月1日 - 22日）
- ヒグチアイの裏恋バナ（金 月末17:00、2023年8月25日 - 12月29日）
- 超能力戦士ドリアンの推しの子（金 17:00、2024年1月5日 - 26日）
  - 超能力戦士ドリアンのガチおおぞらクルージング（金 17:00、2024年7月5日 - 26日）
- ポップしなないでのDOKI DOKIラジオ（金 17:00、2024年2月2日 - 23日）
- ベリミのラジオ（金 17:00、2024年3月1日 - 22日）
- みゆなの妄想倶楽部（金 17:00、2024年4月5日 - 19日）
- 友成空のアイ・ラヴ（金 17:00、2024年5月5日 - 24日）
- 十人十色（金 17:00、2024年6月7日 - 28日）-  TENSONG
- プロ厨房ヒット presents ザ・ヒットテン（第3木 15:21）
- 岬のラーメン、そこがミソ♡ supported by 本場札幌らーめん 味噌専門 七福（月 16:29、2023年10月 -）
- フレデリック マンスリースペシャル「FREDERHYTHMの帰還」（17:00、2025年1月10日 - 31日）

## 内包番組
特記が無い場合はTOKYO FM制作で、放送時間は月 - 木 17:42 - 17:52。
- My First Music（2025年4月～）

### かつての内包番組
特記が無い場合は放送時間は月 - 木 17:30 - 17:40。
- ON THE WAY COMEDY 道草（2004年10月〜2008年3月）
- ラジオ劇団『小さな奇跡』（2008年4月〜2010年3月）
- 山崎まさよし GREETING MELODIES（2010年4月〜9月）
- 東京海上日動Presents Humanglobe Traveler（2010年10月〜2011年3月）
- LOVE & HOPE 〜ヒューマン・ケア・プロジェクト〜(2011年4月～9月)
- Love in Action - 山本シュウ・小林麻耶(FM OSAKA制作)(2010年10月～2012年6月、7月からは19:45 - 19:55)
- ASICS Love Running - 浅利そのみ 月 17:40-(2011年4月～)
- SUZUKI presents KAT-TUN田口淳之介のTAG-TUNE DRIVING（2012年4月～6月は18:50 - 19:00、2012年7月～2015年3月は17:30 - 17:40、2015年3月～9月は17:42 - 17:52）
- SUZUKI presents NAGASE The Standard（2015年10月～2019年3月 17:42 - 17:52）
- 賀来賢人 SUZUKI KENTO'S CLUB（2019年4月～2021年3月 17:42 - 17:52）
- SUZUKI No.1 Factory(2021年4月～ 2025年3月 17:42 - 17:52)[5]

## 放送時間・サウンドクルーの変遷
| 期間                          | 期間                          | 放送時間                                 | 月                 | 火                 | 水                 | 木                 | 金                 |
| ----------------------------- | ----------------------------- | ---------------------------------------- | ------------------ | ------------------ | ------------------ | ------------------ | ------------------ |
| 2003年4月1日 - 2004年2月27日  | Part1                         | 16:00 - 17:00                            | 中田リサ・中野耕史 | 中田リサ・中野耕史 | 中田リサ・中野耕史 | 中田リサ・中野耕史 | 中田リサ・中野耕史 |
| 2003年4月1日 - 2004年2月27日  | Part2                         | 月 - 木：17:00 - 19:00 金：17:00 - 19:55 | ターザン山下       | ターザン山下       | ターザン山下       | ターザン山下       | 赤松美香子         |
| 2004年3月1日 - 3月26日        | 2004年3月1日 - 3月26日        | 月 - 木：16:00 - 19:00 金：16:00 - 19:55 | ターザン山下       | ターザン山下       | ターザン山下       | ターザン山下       | 赤松美香子         |
| 2004年3月29日 - 2005年9月29日 | 2004年3月29日 - 2005年9月29日 | 16:00 - 19:00                            | ターザン山下       | ターザン山下       | ターザン山下       | ターザン山下       | （番組終了）       |
| 2005年10月3日 - 10月31日      | 2005年10月3日 - 10月31日      | 16:30 - 18:54                            | ターザン山下       | ターザン山下       | ターザン山下       | ターザン山下       | （番組終了）       |
| 2005年11月1日 - 2006年9月28日 | 2005年11月1日 - 2006年9月28日 | 16:00 - 18:54                            | ターザン山下       | ターザン山下       | ターザン山下       | ターザン山下       | （番組終了）       |
| 2006年10月2日 - 2007年6月28日 | 2006年10月2日 - 2007年6月28日 | 16:00 - 18:54                            | 中野耕史           | 中野耕史           | mic                | mic                | （番組終了）       |
| 2007年7月2日 - 2007年8月30日  | 2007年7月2日 - 2007年8月30日  | 16:00 - 18:54                            | 黒木愛子           | 黒木愛子           | 村上実沙子         | 村上実沙子         | （番組終了）       |
| 2007年9月3日 - 2008年3月31日  | 2007年9月3日 - 2008年3月31日  | 16:00 - 18:54                            | 藤原了             | 藤原了             | 村上実沙子         | 村上実沙子         | （番組終了）       |
| 2008年4月1日 - 2009年1月29日  | 2008年4月1日 - 2009年1月29日  | 16:00 - 18:54                            | 藤原岬             | 藤原岬             | 村上実沙子         | 村上実沙子         | （番組終了）       |
| 2009年2月2日 - 2009年7月30日  | 2009年2月2日 - 2009年7月30日  | 16:00 - 18:54                            | 藤原岬             | 藤原岬             | RIBEKA             | RIBEKA             | （番組終了）       |
| 2009年8月3日 - 2010年9月30日  | 2009年8月3日 - 2010年9月30日  | 16:00 - 18:54                            | 中野耕史           | 藤原岬             | RIBEKA             | 浜平恭子           | （番組終了）       |
| 2010年10月4日 - 2012年3月29日 | 2010年10月4日 - 2012年3月29日 | 16:00 - 19:00                            | 藤原岬             | 藤原岬             | ターザン山下       | ターザン山下       | （番組終了）       |
| 2012年4月2日 - 2012年6月28日  | 2012年4月2日 - 2012年6月28日  | 16:00 - 18:50                            | 藤原岬             | 藤原岬             | ターザン山下       | ターザン山下       | （番組終了）       |
| 2012年7月2日 - 2015年3月31日  | 2012年7月2日 - 2015年3月31日  | 16:00 - 19:00                            | 藤原岬             | 藤原岬             | ターザン山下       | ターザン山下       | （番組終了）       |
| 2015年4月1日 - 2020年9月30日  | 2015年4月1日 - 2020年9月30日  | 15:00 - 19:00                            | 藤原岬             | 藤原岬             | ターザン山下       | ターザン山下       | （番組終了）       |
| 2020年10月1日 - 2022年4月29日 | 2020年10月1日 - 2022年4月29日 | 月 - 木：15:00 - 18:50 金：16:00 - 19:00 | 藤原岬             | 藤原岬             | ターザン山下       | ターザン山下       | 川田一輝           |
| 2022年5月2日 -                | 2022年5月2日 -                | 月 - 木：15:00 - 19:00 金：16:00 - 19:00 | 藤原岬             | 藤原岬             | ターザン山下       | ターザン山下       | 川田一輝           |

## その他
- 2012年1月11日には、土曜朝に放送されている『サタ☆スポ』とのコラボレーション企画を実施した。
- 山下がDJを務めていた2018年12月21日（木曜日）放送分では、伊藤史隆（朝日放送アナウンサー）が、16:00からおよそ10分にわたってサプライズゲストとして出演した。同年11月14日（火曜日）にABCラジオで放送された伊藤の冠番組『伊藤史隆のラジオノオト』に山下がゲストとして出演した縁で、KissFMからの全面協力の下に、同番組本番前の登場が実現した。